# Ljusträsk
Ljusträsk är en by i nordöstra delen av Arvidsjaurs kommun i Lappland.

## Historia
Fornfynd visar att det bodde människor på platsen redan under stenåldern.
Byns första nybyggare, Lars Pehrsson, kom till byn 1840 och sålde sitt nybygge 1860 till Carl Emanuel Sjögren från Vistbacka i Älvsby socken.Till deras gård, kallad Ljusträsk 1, hörde mycket mark och skog. Sjögren började snart, tillsammans med sina drängar, att bygga upp fem gårdar - en till vart och ett av sina fem äldsta barn. Ljusträsk kallades efter detta för "Syskonbyn".
Under 1940-talet fanns det ungefär 30 hus i byn, och alla var bebodda. Det fanns många barn i Ljusträsk, barnen gick i småskola i Ljusträsk och folkskola i Pilträsk. Det fanns också en poststation i byn, en kiosk och två diversehandlare. Många hus blev moderniserade, och 1948 kom elektriciteten till byn. Under 1970-talet gjorde de stora maskinerna sitt intåg i skogen. Detta gjorde att det inte behövdes lika många män för att avverka skogen. Många tvingades att flytta när arbetslösheten ökade, en del inom länet och andra söderut.
Antalet boende har minskat och nu är bara tio av husen bebodda året om, resten är sommarhus. Någon annan service än lantbrevbäring finns inte i byn.